# Chiesa di San Martino (Siracusa)
La chiesa di San Martino è un luogo di culto cattolico dell'isola di Ortigia, una delle più antiche chiese della città di Siracusa. 

## Storia
L'edificazione della chiesa di San Martino risale al periodo normanno e di questo periodo conserva buona parte della struttura. L'architettura dell'abside e delle colonne che la delimitano la datarebbero intorno al VI secolo d.C., tuttavia altri componenti come il rosone e il portale d'ingresso risalgono al 1300 - 1400, il che sembrerebbe frutto di vari restauri.
La chiesa tuttavia viene definita paleocristiana e inserita tra le più antiche costruzioni ecclesiastiche di Siracusa poiché alcuni suoi elementi rimandano al periodo bizantino attraversato dalla città e ricordano i templi pagani ancora esistenti nel V - VI secolo d.C.
La prima attestazione ufficiale di questa chiesa la si ha nel gennaio del 1389 quando il vescovo dell'arcidiocesi di Siracusa, Tommaso de Herbes, la nomina nel suo sinodo diocesano.
Durante il terremoto del 1693 la chiesa subì diversi danni, soprattutto di natura statica.

## Descrizione

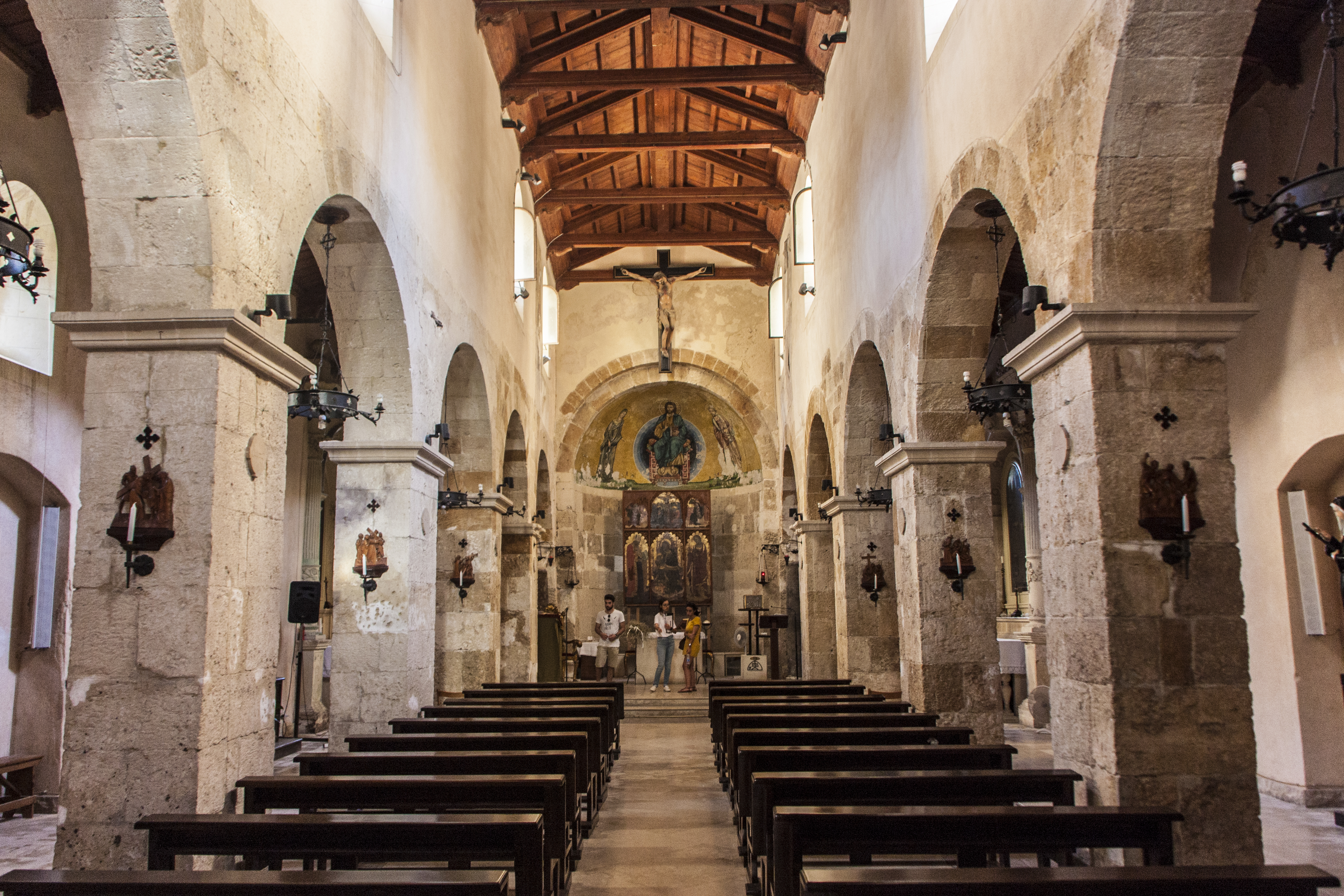
Interno

Il portale, risalente all'età aragonese è in pietra calcarea con una profonda strombatura ampiamente modulata da fasci colonnine dagli eleganti capitelli con motivi floreali. La lunetta superiore è cieca, mentre nel paramento lapideo si nota un grande blocco di calcare su cui è inciso a lettere gotiche il monogramma di Cristo: IHS XHS. Sotto il monogramma, in un grande blocco di marmo, si nota lo stemma di Casa Aragona e la data MCCCXXXVIII, ovvero 1338; lo stemma, risalente ad epoca spagnola, è un'aggiunta posteriore rispetto all'incisione in alfabeto gotico.
Il rosone originario fu distrutto durante il terremoto del 1693, è stato quindi ricostruito durante i restauri del 1905 – 1919. Mentre l'interno, a pianta basilicale con transetto, è a tre navate divise da pilastri. Nei pressi dell'abside due colonne sono sormontate da capitelli di origine classica.
Nella chiesa si conservava un polittico eseguito nel 1410 da un artista anonimo che è stato soprannominato dal 1949 il «Maestro di San Martino»; il polittico, custodito odiernamente presso il museo d'arte medievale di Palazzo Bellomo, è un importante reperto figurativo; mostra al centro le figure sacre della Madonna e di Gesù bambino, a sinistra quella di un santo e martire siracusano che potrebbe essere o San Marciano (tradizionalmente il primo vescovo della chiesa siracusana) o San Zosimo (vescovo di Siracusa nel VII secolo) o San Martino, e infine a destra Santa Lucia; nella parte superiore è stata raffigurata al centro la crocifissione di Gesù, a sinistra l'Arcangelo Gabriele e a destra e la Vergine Annunziata.
L'annalista siracusano, Giuseppe Maria Capodieci, attribuì alla chiesa parrocchiale di San Martino la proprietà della latomia di Santa Venera (la più orientale delle latomie site all'interno del parco archeologico della Neapolis).
Sotto l'altare a sinistra vi sono le spoglie di San Vincenzo martire provenienti dalle catacombe di San Callisto a Roma.
Sulla cantoria in controfacciata si trova l'organo a canne Polizzi opus 62, del 1918, dotato di 6 registri.